# Undersåker

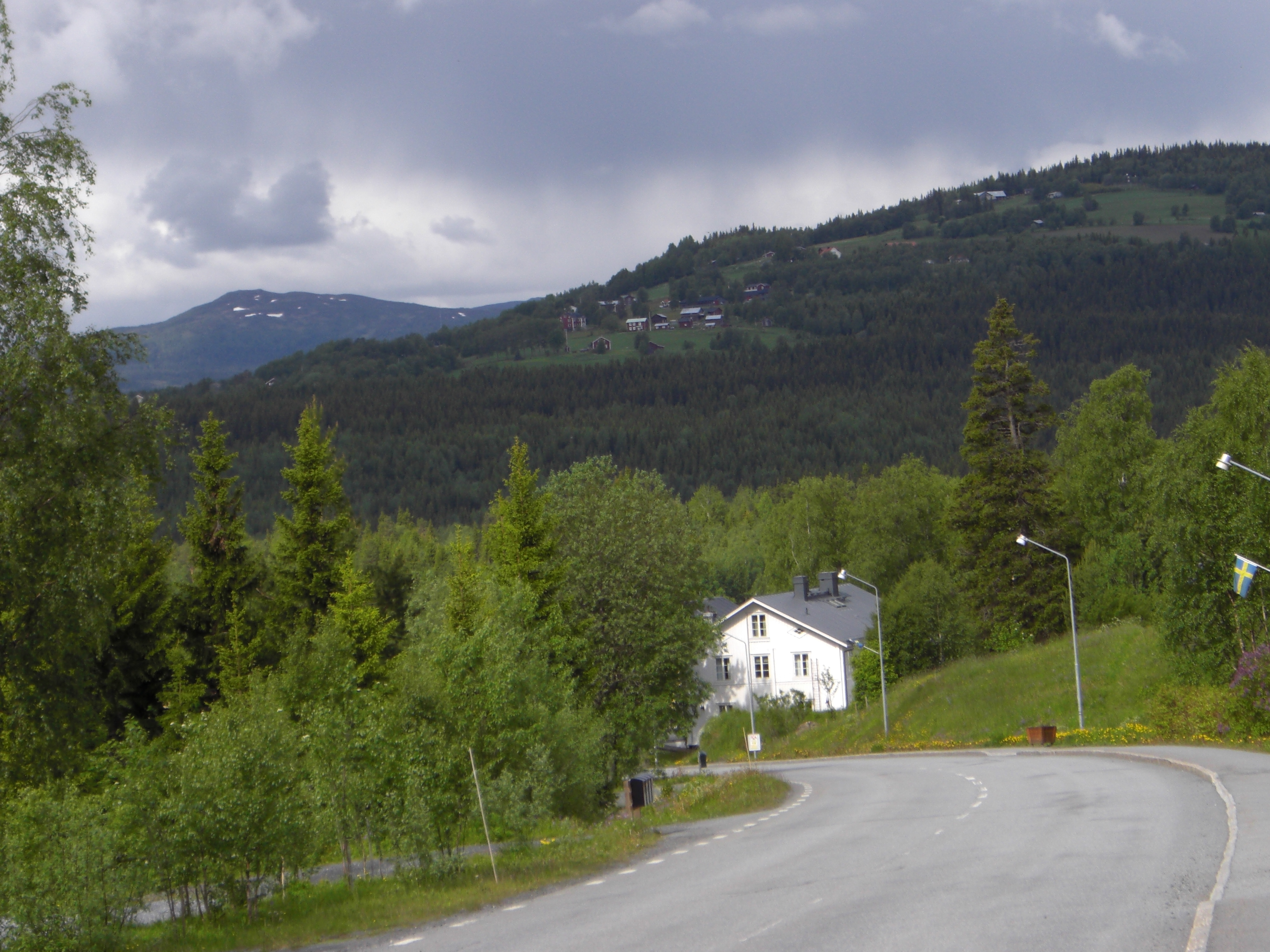
Byvägen i Undersåker.

Undersåker (sydsamiska: Såahka) är en tätort i Undersåkers distrikt i Åre kommun, Jämtland och kyrkbyn i Undersåkers socken.
Orten ligger omkring 80 kilometer väster om Östersund, är långsträckt i öst-västlig riktning och består av en östlig del med Undersåkers kyrka (kyrkbyn) och en västlig del med Undersåkers järnvägsstation (stationssamhället). Mellan de två ligger Hålland med Åredalens folkhögskola.
E14 från Östersund mot Storlien och Norge passerar genom Undersåker. Här passerar också Mittbanan, järnvägen som invigdes 1882.

## Historia
Undersåker är också en samisk samlingspunkt. Mellan 1908 och 1980 fanns här det samiska ålderdomshemmet Fjällgård.  Ålderdomshemmet öppnades på initiativ av KMA, Kvinnliga Missionsarbetare, och kompletterades 1923 med en sjukstuga. 1885 öppnades Änge lappbarnhem som 1913 blev nomadskola. Under  1960-talet lades nomadskolorna ned i Jämtland och skolan i Änge blev en fast sameskola. Efter att sameskolorna i Mittådalen och Jänsmässholmen lades ned var Änge den sydligaste av landets sameskolor. Undervisningen bedrevs fram till 1988.

### Befolkningsutveckling
| Befolkningsutvecklingen i Undersåker 1960–2020 | Befolkningsutvecklingen i Undersåker 1960–2020 | Befolkningsutvecklingen i Undersåker 1960–2020 | Befolkningsutvecklingen i Undersåker 1960–2020 | Befolkningsutvecklingen i Undersåker 1960–2020 |
| ---------------------------------------------- | ---------------------------------------------- | ---------------------------------------------- | ---------------------------------------------- | ---------------------------------------------- |
|                                                |                                                |                                                |                                                |                                                |
| År                                             |                                                |                                                | Folkmängd                                      | Areal (ha)                                     |
| 1960                                           | 1960                                           |                                                | 336                                            |                                                |
| 1965                                           | 1965                                           |                                                | 347                                            |                                                |
| 1970                                           | 1970                                           |                                                | 281                                            |                                                |
| 1975                                           | 1975                                           |                                                | 315                                            |                                                |
| 1980                                           | 1980                                           |                                                | 347                                            |                                                |
| 1990                                           | 1990                                           |                                                | 303                                            | 77                                             |
| 1995                                           | 1995                                           |                                                | 369                                            | 79                                             |
| 2000                                           | 2000                                           |                                                | 380                                            | 79                                             |
| 2005                                           | 2005                                           |                                                | 384                                            | 79                                             |
| 2010                                           | 2010                                           |                                                | 438                                            | 81                                             |
| 2015                                           | 2015                                           |                                                | 573                                            | 148                                            |
| 2020                                           | 2020                                           |                                                | 650                                            | 151                                            |
|                                                |                                                |                                                |                                                |                                                |

## Samhället
I orten finns 2 förskolor för barn i åldrarna 1–5 år, samt Stamgärde skola som är en F-6 skola. Det finns också en livsmedelsbutik, ICA Nära Strandbergs med dagliga öppettider.

## Kända personer från Undersåker
- Richard Richardsson – olympisk silvermedaljör i snowboard
- Lars Molin – författare
- Per Eggers – skådespelare
- Mårten Elfstrand – läkare, professor